# قطعنامه ۲۰۰۵ شورای امنیت
قطعنامه  ۲۰۰۵ شورای امنیت سازمان ملل متحد که در تاریخ ۱۴ سپتامبر ۲۰۱۱ تصویب شد، سندی بین‌المللی دربارهٔ بررسی وضعیت سیرالئون است. این قطعنامه طی نشست ۶۶۱۱ام با ۱۵ رای موافق، ۰ مخالف و ۰ ممتنع تصویب شد.